# Jacques Brodin
Jacques Brodin   (Les Andelys, 22 de desembre de 1946 - Rouen, 1 d'octubre de 2015) va ser un tirador d'esgrima francès, especialista en espasa, que va competir durant les dècades de 1960 i 1970. Era germà del també tirador d'esgrima Claude Brodin.
El 1964 va prendre part en els Jocs Olímpics d'Estiu de Tòquio, on guanyà la medalla de bronze en la competició d'espasa per equips del programa d'esgrima. Vuit anys més tard, als Jocs de Munic, va disputar dues proves del programa d'esgrima. Fou quart en la prova d'espasa per equips i sisè en la d'espasa individual.
En el seu palmarès també destaquen quatre medalles al Campionat del Món d'esgrima, dues d'or i dues de plata entre les edicions de 1965 i 1974, així com el campionat nacional francès de 1968, 1969, 1971, 1972 i 1974.